# Płotawa (obwód kurski)
Płotawa (ros. Плотава) – wieś (ros. деревня, trb. dieriewnia) w zachodniej Rosji, centrum administracyjne sielsowietu płotawskiego w rejonie oktiabrskim (obwód kurski).

## Geografia
Miejscowość położona jest nad Worobżą (lewy dopływ Sejmu), 13 km na południe od centrum administracyjnego rejonu (Priamicyno), 25 km na południowy zachód od Kurska, 9,5 km od drogi magistralnej (federalnego znaczenia) M2 «Krym».
We wsi znajduje się 95 posesji.
Klimat
Miejscowość, jak i cały rejon, znajduje się w strefie klimatu kontynentalnego z łagodnym ciepłym latem i równomiernie rozłożonymi opadami rocznymi (Dfb w klasyfikacji klimatów Köppena).
|                            | Sty  | Lut  | Mar  | Kwi  | Maj  | Cze  | Lip  | Sie  | Wrz  | Paź  | Lis  | Gru  |
| -------------------------- | ---- | ---- | ---- | ---- | ---- | ---- | ---- | ---- | ---- | ---- | ---- | ---- |
| Najwyższe temperatury (°C) | -4   | -3   | 3    | 13,1 | 19,4 | 22,7 | 25,3 | 24,6 | 18,2 | 10,6 | 3,4  | -1,1 |
| Najniższe temperatury (°C) | -8,6 | -8,6 | -4,7 | 2,8  | 9,2  | 13,1 | 15,9 | 14,9 | 9,8  | 4    | -1,1 | -5,3 |
| Opady (mm)                 | 51   | 44   | 47   | 49   | 62   | 69   | 73   | 55   | 57   | 57   | 46   | 49   |
| Ilość dni z opadami        | 8    | 8    | 8    | 7    | 8    | 8    | 9    | 6    | 6    | 7    | 7    | 8    |

## Demografia
W 2010 r. wieś zamieszkiwało 249 osób.